# Francesco Merli
Francesco Merli (Corsico, 28 gennaio 1887 – Milano, 11 dicembre 1976) è stato un tenore italiano.

## Biografia
Studia a Milano, debuttando poi al Teatro alla Scala nel 1916, nel ruolo di Alvaro nel Fernando Cortez di Gaspare Spontini. Il 12 settembre 1918 è Elisero nella prima di Moïse et Pharaon di Rossini diretto da Tullio Serafin con Nazzareno De Angelis ed in dicembre canta nella prima assoluta di Urania di Alberto Favara alla Scala.
Nel 1919 al Teatro San Carlo di Napoli diretto da Leopoldo Mugnone è Luigi ne Il tabarro con Domenico Viglione Borghese e Rinuccio in Gianni Schicchi con Gilda Dalla Rizza e Viglione Borghese ed al Teatro Comunale di Bologna Paolo in Francesca da Rimini (Zandonai) diretto da Serafin con Giuseppe Nessi, nel 1920 Walter von Stolzing ne I maestri cantori di Norimberga diretto da Serafin con Maria Zamboni, Ernesto Badini ed Enrico Molinari al Teatro Regio di Torino e nel 1921 a Bologna Walter in Loreley diretto da Serafin ed al Teatro Regio di Parma Enzo ne La Gioconda con Giannina Arangi-Lombardi.
Si è esibito in molti teatri europei e americani, tra cui il Covent Garden di Londra, dove è stato il primo interprete di Calaf nella Turandot di Giacomo Puccini, compiendo anche tournée in Belgio e in Australia.
Ha cantato stabilmente nell'ambito della stagione lirica del Teatro alla Scala ed in quella del Teatro dell'Opera di Roma, dove negli anni trenta del XX secolo è stato celebre nelle parti di Otello, Dick Johnson (La fanciulla del West), Sansone e Don Josè (Carmen).
Ha cantato al Metropolitan di New York quattro opere (Aida, Lucia di Lammermoor, Simon Boccanegra e Madama Butterfly) nel 1932, a fianco di illustri artisti come Lily Pons, Giuseppe De Luca, Ezio Pinza, Lawrence Tibbett (Simone e Amonasro). Il 20 marzo 1932 cantò Ah si ben mio... Di quella pira, a conclusione di un concerto di beneficenza tenutosi al Met, a fianco di Georges Thill, tenore già affermato ed acclamato in tutto il mondo. Il giovane Merli fu molto apprezzato, tanto che fu invitato a prendere parte ad un altro concerto di gala il 10 aprile dello stesso anno, insieme a Lauritz Melchior, specializzato tenore wagneriano, dotato di una voce molto potente.
Merli cantò insieme al mezzosoprano Dreda Aves il duetto dell'Aida Già i sacerdoti adunasi e l'aria dalla Forza del Destino O tu che in seno agl'angeli. Nello stesso concerto si esibì anche Lily Pons in tre brani di virtuosismo.
Il ruolo che però dette più fama al tenore Merli fu indubbiamente l'Otello di Giuseppe Verdi, interpretazione sontuosa e storicamente importante perché dette poi l'ispirazione ai successivi grandi Mario del Monaco e Plácido Domingo. Fu interprete di questo ruolo in tantissimi teatri del mondo, offrendo una sua ultima esecuzione di Otello a Trieste nel 1946, in forma di concerto, nel trentennale della sua carriera.

## Repertorio operistico
| Ruolo                 | Titolo                          | Autore      |
| --------------------- | ------------------------------- | ----------- |
| Florestano            | Fidelio                         | Beethoven   |
| Arturo                | La straniera                    | Bellini     |
| Pollione              | Norma                           | Bellini     |
| Faust                 | La dannazione di Faust          | Berlioz     |
| Don José              | Carmen                          | Bizet       |
| Faust                 | Mefistofele                     | Boito       |
| Admeto                | Dejanice                        | Catalani    |
| Walter                | Loreley                         | Catalani    |
| Giuseppe Hagenbach    | La Wally                        | Catalani    |
| Giuliano              | Luisa                           | Charpentier |
| Edgardo di Ravenswood | Lucia di Lammermoor             | Donizetti   |
| Fernando Guevara      | Cristoforo Colombo              | Franchetti  |
| Federico Loewe        | Germania                        | Franchetti  |
| Admeto                | Alceste                         | Gluck       |
| Andrea Chénier        | Andrea Chénier                  | Giordano    |
| Vassili               | Siberia                         | Giordano    |
| Giannetto             | La cena delle beffe             | Giordano    |
| Salvator Rosa         | Salvator Rosa                   | Gomes       |
| Canio                 | Pagliacci                       | Leoncavallo |
| Turiddu               | Cavalleria rusticana            | Mascagni    |
| Silvano               | Silvano                         | Mascagni    |
| Osaka                 | Iris                            | Mascagni    |
| Gregorio              | Boris Godunov                   | Musorgskij  |
| Enzo Grimaldo         | La Gioconda                     | Ponchielli  |
| Azaele                | Il figliuol prodigo             | Ponchielli  |
| Roberto               | Le Villi                        | Puccini     |
| Des Grieux            | Manon Lescaut                   | Puccini     |
| Edgar                 | Edgar                           | Puccini     |
| Pinkerton             | Madama Butterfly                | Puccini     |
| Dick Johnson          | La fanciulla del West           | Puccini     |
| Luigi                 | Il tabarro                      | Puccini     |
| Rinuccio              | Gianni Schicchi                 | Puccini     |
| Calaf                 | Turandot                        | Puccini     |
| Baldo                 | Belfagor                        | Respighi    |
| Elisero               | Mosè in Egitto                  | Rossini     |
| Arnoldo Melchtal      | Guglielmo Tell                  | Rossini     |
| Sansone               | Sansone e Dalila                | Saint-Saëns |
| Alvaro                | Fernando Cortez                 | Spontini    |
| Oronte                | I Lombardi alla prima crociata  | Verdi       |
| Ernani                | Ernani                          | Verdi       |
| Rodolfo               | Luisa Miller                    | Verdi       |
| Manrico               | Il trovatore                    | Verdi       |
| Alfredo Germont       | La traviata                     | Verdi       |
| Gabriele Adorno       | Simon Boccanegra                | Verdi       |
| Don Alvaro            | La forza del destino            | Verdi       |
| Don Carlo             | Don Carlo                       | Verdi       |
| Radamès               | Aida                            | Verdi       |
| Otello                | Otello                          | Verdi       |
| Lohengrin             | Lohengrin                       | Wagner      |
| Walter                | I maestri cantori di Norimberga | Wagner      |
| Paolo Malatesta       | Francesca da Rimini             | Zandonai    |
| Gösta Berling         | I cavalieri di Ekebù            | Zandonai    |

## Discografia - Dischi 78 giri Columbia
Dischi doppi
- GQX 10521 - I Lombardi Terzetto: Qui posa il fianco 1ª parte - I Lombardi Terzetto: Qual voluttà trascorrere 2ª parte (con il basso Nazzareno De Angelis, Bianca Scacciati e il violinista solista E. Minetti);
- D 18066 - Loreley Gran duetto - Atto III 1ª parte - Loreley Gran duetto - Atto III (con il soprano Bianca Scacciati);
- D 18063 - La Forza del destino Invano Alvaro 1ª parte - La Forza del Destino Una suora mi lasciasti 2ª parte (con il baritono Gino Vanelli);
- D 18005 - Ruy Blas (Marchetti) Gran Duetto - Atto III 1ª parte - Ruy Blas (Marchetti) Gran Duetto - Atto III 2ª parte (con il soprano Elisea Scabuinti);
- D 19064 - Il Guarany (Gomes) Duetto: Sento una forza indomita 1ª parte - Il Guarany No, non morrai 2ª parte (con il soprano Bianca Scacciati);
- D 19076 - Andrea Chenier Duetto: Vicino a te 1ª parte - Andrea Chenier La nostra morte (con il soprano Bianca Scacciati);
- D 19075 - La Forza del Destino Terzetto Finale (con il soprano Bianca Scacciati e il basso Tancredi Pasero) - Lorely Duetto: O sogno recondito (con Bianca Scacciati);
- D 18048 - La Gioconda Cielo e mar - Aida Celeste Aida;
- D 18024 - Aida Nume custode vindice (con Tancredi Pasero e Coro) - Il Trovatore Miserere (con il soprano Arangi-Lombardi e Coro);
- D 18017 - Cavalleria Rusticana Tu qui Santuzza - Cavalleria Rusticana No, no Turiddu (con il soprano Arangi-Lombardi);
- D 18019 - Aida Nel fiero anelito - Aida O terra addio (con il soprano Arangi-Lombardi);
- D 18051 - Il Trovatore Terzetto Finale Atto 1° (con Carlo Galeffi e la G. Arangi-Lombardi) - Rigoletto Duetto Sparafucile-Rigoletto (con Galeffi e Dominici);
- D 14705 - Andrea Chenier Improvviso - Andrea Chenier Si, fui soldato;
- D 14712 - Andrea Chenier La nostra morte (con il soprano Bianca Scacciati - Cavalleria Rusticana Voi lo sapete o mamma (Soprano Scacciati);
- D 14698 - Giuliano (Zandonai) Duetto d'amore Parte 1^ - Giuliano Duetto d'amore Parte 2^ (con il soprano Rosetta Pampanini);
- D 14703 - Giuliano La nenia del vago usignolo (sop. Rosetta Pampanini)- Giuliano La dolce madre che mi benedisse (ten. Francesco Merli);
- D 14704 - Sly (Wolf Ferrari) La canzone dell'orso - Sly Non sono un buffone;
- D 14687 - Lohengrin Prova maggiore - L'Africana O paradiso;
- D 14689 - Madama Butterfly Gran duetto d'amore Parte 1^ - Madama Butterfly Gran duetto d'amore Parte 2^ (con il soprano Rosetta Pampanini);
- D 12577 - Manon Lescaut Ah! non v'avvicinate - Manon Lescaut Donna non vidi mai;
- D 12555 - Otello Ora e per sempre addio - La Boheme Donde lieta uscì (soprano Bianca Scacciati);
- D 12534 - La Forza del destino O tu che in seno... - La Forza del destino La vita è inferno;
- D 12535 - Carmen Romanza del fiore - Aida Morir sì pura e bella;
- D 12523 - Turandot Non piangere Liù - Turandot Nessun dorma (Ristampato GQ 7040 10");
- D 12495 - Nerone (Boito) Queste ad un lido fatal - Nerone Scendi, scendi;
- D 12453 - La Forza del destino Solenne in quest'ora - La Forza del destino Le minacce (duetti con il baritono Enrico Molinari).

E l'opera completa:
- Pagliacci - Merli, Pampanini, Galeffi, Vanelli, Nessi - Dir. L. Molajoli - Coro e Orchestra della Scala di Milano - Dischi doppi Columbia GQX 10016/10024, venduti a Lire 225.

## Discografia - Dischi 33 giri e CD
- Leoncavallo - I Pagliacci - Merli, Galeffi, Pampanini, Nessi, Vanelli - Dir. Molajoli - Orchestra e Coro della Scala di Milano - Studio, 1930 - Preiser Records (1 CD);
- Puccini - Manon Lescaut - Zamboni, Merli, Conati, Bardonali, Nessi, Baracchi - Dir. Molajoli - Coro e Orchestra della Scala di Milano - Studio, 1931 - Columbia Dischi 78 giri GQZ 10119/10131, ristampato da La Voce del Padrone SQSOX 47/48 (due LP), ricostruzione Mono;
- Puccini - Turandot - Cigna, Merli, Olivero, Neroni, Poli, Del Signore, Zagonari - Dir. Ghione - Coro e Orchestra dell'EIAR - Cetra, 1937 - Phonographe PH5053/54, Great Opera Performances G.O.P. 794-CD2, Fonit-Cetra CDO 28, Nuova Era HMT90002/3 e Arkadia 78016;
- Verdi - Il Trovatore - Merli, Scacciati, Molinari, Zanetti, Zambelli - Dir. Molajoli - Orchestra e Coro del Teatro alla Scala di Milano - Studio, 1930 - Dischi doppi 78 giri Columbia GQX 10047/10060, ristampati in 33 giri Mono Columbia QCX 10143/4, EMI 3 C 153 03024/25 (1978) e Rodolphe RPC 32 539/550 (2 CD);
- Verdi - Otello - Merli, Caniglia, Biasini - Dir. De Sabata - Live, Teatro alla Scala di Milano - (alcune parti) - Music and Arts 1104.

Monografia:
Francesco Merli - Serie rosa - Lebendige Vergangenheit Vol.1 e Vol.2- Mono, AAD(2 CD) - .
Sue registrazioni inoltre figurano in diverse raccolte di cantanti storici (Le introvables Verdian della EMI, 24 Nessun dorma della Bongiovanni, ed altre).